# Alliance « J'ai l'honneur »
Cette page contient des caractères spéciaux ou non latins. S’ils s’affichent mal (▯, ?, etc.), consultez la page d’aide Unicode.
L'Alliance « J'ai l'honneur » (en arménien Պատիվ ունեմ դաշինք, romanisé Pativ unem dashink’, abrégé PUD) est une coalition de partis politiques et groupe parlementaire arménien formé en mai 2021 en vue des législatives un mois plus tard.

## Résultats électoraux

### Élections législatives
| Année | Voix   | %    | Sièges  | Gouvernement |
| ----- | ------ | ---- | ------- | ------------ |
| 2021  | 66 650 | 5,22 | 7 / 107 | Opposition   |